# Robert H. Goddard
Robert Hutchings Goddard (05 tháng 10 năm 1882 - ngày 10 tháng 8 năm 1945) là một kỹ sư, giáo sư, nhà vật lý, và nhà phát minh người Mỹ, được coi là người sáng tạo và xây dựng động cơ tên lửa nhiên liệu lỏng đầu tiên trên thế giới. Goddard phóng thành công tên lửa của mình vào ngày 16 tháng 3 năm 1926, mở ra kỷ nguyên của những chuyến bay vũ trụ và đổi mới. Ông và nhóm của mình đã phóng 34 tên lửa giữa năm 1926 và 1941, đạt độ cao đến 2,6 km (1,6 mi) và tốc độ nhanh đến 885 km/h (550 mph).
Các công trình của Goddard khi là cả một nhà lý thuyết lẫn một kỹ sư đã dự đoán nhiều sự phát triển sẽ khiến cho việc du hành không gian trở nên khả thi. Ông được gọi là người đàn ông đã mở ra kỉ nguyên vũ trụ.:xv,15–46:xiii Hai trong số 214 sáng chế được cấp bằng của Goddard là tên lửa nhiều tầng (1914), và tên lửa nguyên liệu lỏng (1914) là các cột mốc quan trọng đối với việc bay vào không gian. Chuyên khảo năm 1919 của ông A Method of Reaching Extreme Altitudes được xem là các văn bản kinh điển về khoa học tên lửa thế kỷ 20. Goddard đã áp dụng thành công kiểm soát hai trục, con quay hồi chuyển và vector đẩy cho tên lửa, kiểm soát hiệu quả chuyến bay của họ.
Mặc dù công việc của ông trong lĩnh vực này mang tính cách mạng, Goddard nhận được rất ít sự hỗ trợ về mặt tài chính cũng như tinh thần cho việc nghiên cứu và phát triển các công trình của mình.:92,93 Ông là một người nhút nhát và nghiên cứu tên lửa không được coi là một nghề đáng theo đuổi đối với một giáo sư vật lý.:12 Báo chí và các nhà khoa học đã nhạo báng lý thuyết của ông về việc du hành vào vũ trụ. Vì vậy ông đã rất bảo vệ sự riêng tư và kín tiếng và công việc của mình. Ông cũng thích làm việc một mình vì di chứng của một căn bệnh lao.:13
Nhiều năm sau khi ông qua đời, vào buổi đầu của Thời đại Không gian, ông được công nhận là cha đẻ của ngành chế tạo tên lửa hiện đại cùng với Robert Esnault-Pelterie, Konstantin Tsiolkovsky và Hermann Oberth. Ông không chỉ nhận ra tiềm năng của tên lửa trong nghiên cứu khí quyển, tên lửa đạn đạo và du hành không gian mà còn là người đầu tiên nghiên cứu khoa học, thiết kế và xây dựng các tên lửa cần thiết để thực hiện những ý tưởng này. Trung tâm Hàng không Vũ trụ Goddard của NASA của NASA được đặt theo tên ông để vinh danh Goddard vào năm 1959. Ông cũng được đưa vào International Aerospace Hall of Fame vào năm 1966, và vào International Space Hall of Fame vào năm 1976.